# 18561 Fengningding
18561 Fengningding è un asteroide della fascia principale. Scoperto nel 1997, presenta un'orbita caratterizzata da un semiasse maggiore pari a 2,8985431 UA e da un'eccentricità di 0,0866755, inclinata di 3,14294° rispetto all'eclittica.